# Berkane (stad)
Berkane (Berbers: ⴰⴱⵔⴽⴰⵏ Aberkan, Arabisch: بركان) is een stad in het noordoosten van Marokko, niet ver van de grens met Algerije en de Middellandse Zee. Het is de hoofdstad van de gelijknamige provincie Berkane, die weer een onderdeel is van de regio Oriental. De stad staat bekend om de mandarijnen. In 2020 telde de stad 120.710 inwoners.

## Demografie

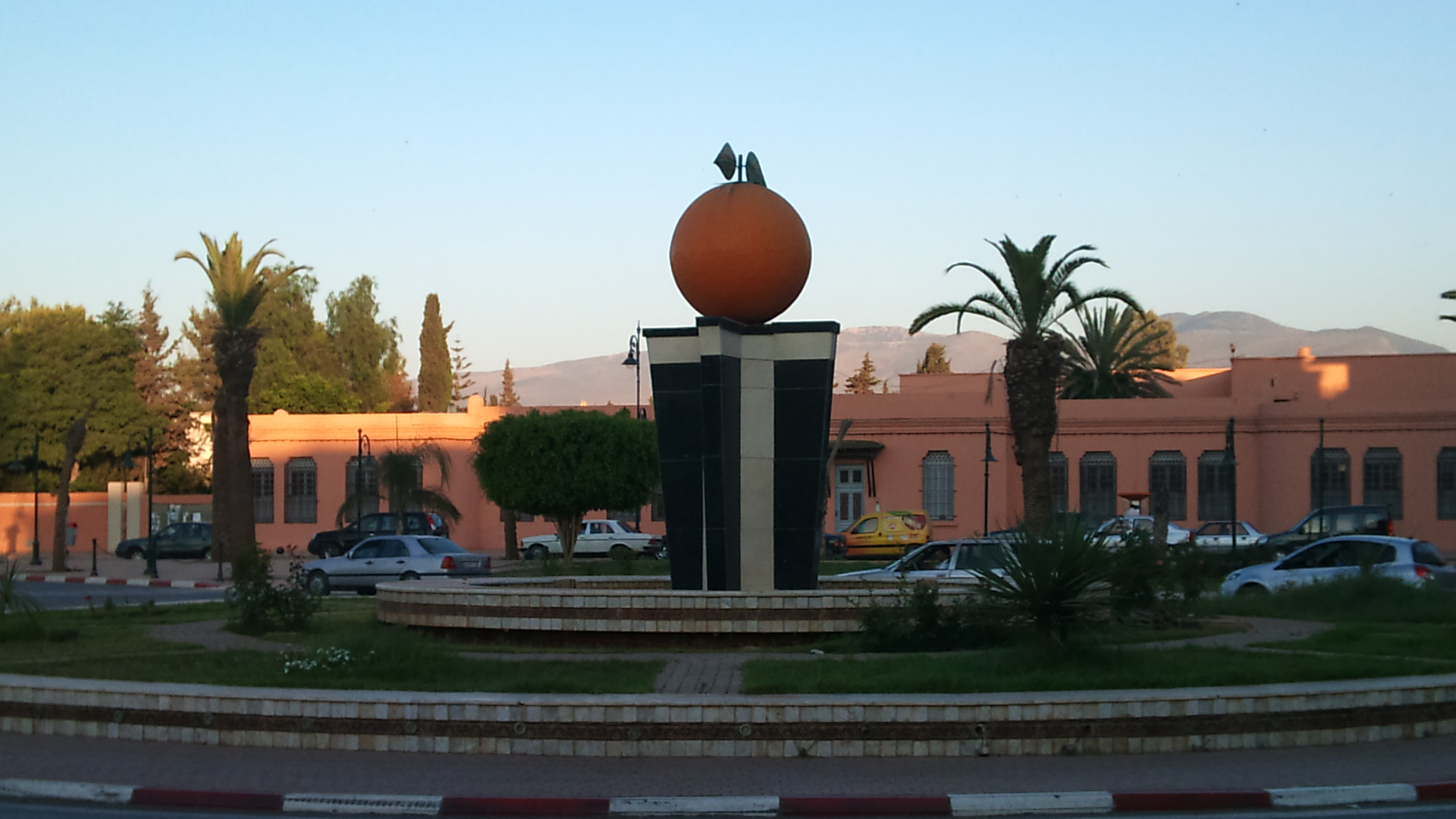
Het beeld "de mandarijn" in het centrum van Berkane

Berkane is nog een redelijk jonge stad en groeit nog steeds sterk door migratie. Veel mensen uit naburige dorpjes zoals Aklim, Tzayast Cherraa, en Aïn Reggada zijn in Berkane komen wonen. Tegelijkertijd trekken ook veel mensen uit Berkane weg naar bijvoorbeeld Saïdia of Oujda . Ook buiten Marokko zijn er veel Marokkanen te vinden die oorspronkelijk uit Berkane komen.

### Taal
In de stad Berkane is het voertaal het Marokkaans-Arabisch. Het Arabische dialect in Berkane is een Hilali (bedoeïene) dialect net als dat van bijvoorbeeld Casablanca en Marrakech, in tegenstelling tot het niet-Hilali (stedelijke) dialect van bijvoorbeeld Fes en de Jebala (in Noord-Marokko). Verder vertoont het dialect van Berkane veel overeenkomsten met het Algerijnse dialect dat niet ver weg wordt gesproken en dan met name dat van Oran.
In de oudere generaties wordt soms ook nog het Berbers gesproken. Het Berberse dialect van Berkane lijkt op dat van de Beni Snous nabij Tlemcen in Algerije.
Naam
Berkane is vernoemd naar de patroonheilige van de regio, Sidi Ahmed Aberkane, een gerespecteerd figuur in de Marokkaanse geschiedenis.

## Wijken
Berkane bestaat uit de volgende wijken: Tehtaha, Bouyekchar, Bayou, El-Widadia, Hay Al-Andalous, Karakchou, Lemhal, Bouhdila, Legraba, Sidi Slimane, El-Mekteb, Hay Salem, Mgaad Ras, Ouertass, Hay El-Moukawama, Douar Hmidou, Tiourat, Boudjir, Hay El-Majd, Hay Saada, Tazaghine. 

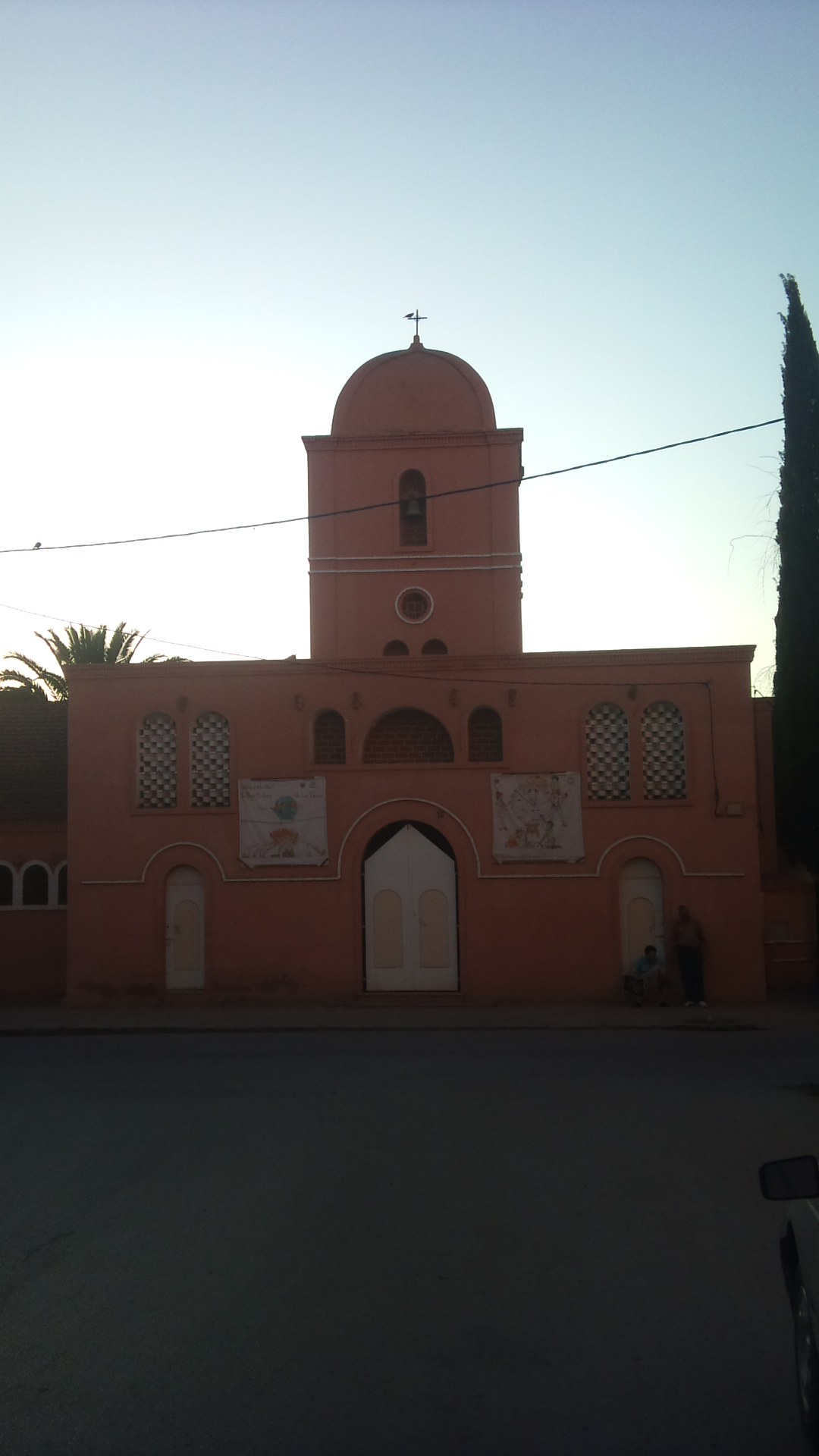
Een verlaten kerk in Berkane gebouwd in de tijd van het Franse protectoraat

## Bezienswaardigheden en omgeving
Berkane is nog een redelijk jonge stad: pas in de periode van het Franse protectoraat is deze stad opgericht. Dit is nog merkbaar aan het straatbeeld van Berkane: onder andere een fabriek en een kerk zijn nog aanwezig in de stad. In Berkane staan ook veel markten, waarvan de bekendste Souq Al-Masirah, in de volksmond ook wel 'Jotia' genoemd: een grote overdekte markt, niet ver weg van de hoofdstraat. Hier kunnen onder andere traditionele Marokkaanse jurken ('takshita's') worden genaaid en sinaasappelsap worden gedronken, waar Berkane bekend om staat. Het laatste komt ook tot uiting in de vorm van een standbeeld bij de grote rotonde van Berkane in de vorm van een sinaasappel.
Ook in de omgeving van Berkane is er veel te zien. Berkane ligt vlak bij de stad Oujda (60 km), ook wel de hoofdstad van Oost-Marokko genoemd. Ook de rivier Moulouya die diep in het Atlasgebergte ontspringt, ligt niet ver van Berkane en is een belangrijke bron van water voor de landbouw in Berkane. Saïdia (20 km) is een badplaats in de buurt van Berkane en wordt ook wel de Parel aan de Middellandse zee genoemd, en trekt in de zomer veel toeristen. Overige bezienswaardigheden zijn de grotten nabij de rivier Zegzel (10 km), de prachtige bossen van Tafoughalt en het Beni Snassen gebergte eromheen en de warmwaterbron van Fezouan (11 km). De laatste twee trekken met name in de zomer veel toeristen. De grens met Algerije ligt op een steenworp afstand vanaf Berkane (ongeveer 15 km).

## Economie
Berkane staat in Marokko bekend als een grote speler in de citrusvruchten. Een andere bekende vrucht die hier te verkrijgen is, is de Japanse mispel, deze is alleen te verkrijgen in de maand mei. Daarnaast is er veel werk te vinden in de landbouwsector, doordat de grond er erg vruchtbaar is. 
Verder is de populaire muzieksoort 'reggada' in de provincie Berkane (Ain Erreggada) geboren . Het is een muzieksoort waarbij met trommels genaamd 'derboeka' en 'bendirs' wordt gewerkt. De traditionele dans op reggada kenmerkt zich door het heen en weer bewegen van de schouders. Er zijn ook veel bekende zangers: Mochtar el Berkani, Hassan el Berkani, Anis Ziani, Jalal el Hamdaoui, Aziz el Berkani, Cheb Riahi, Cheb Abdelwahid el Berkani en Cheb Naji. Ook zijn er veel studio's: Fassiphone, Younsiphone, Rai Music, Said productions en Berkane Music. Deze zijn ook gevestigd in Europa. Muziek afkomstig uit Berkane is zeer bekend in Marokko.

## Onderwijs
- High Up Academy
- School Essalam
- Establishment Noune
- Institute Al Ichraq
- School Group Benalmanara
- Etablissement Mounji

## Vriendschapsband
Berkane heeft sinds 2002 een informele vriendschapsverband met de Nederlandse gemeente Zeist en de Franse gemeente Bondy. De band met Zeist werd in januari 2007 geformaliseerd. De contacten tussen Zeist en Berkane worden ondersteund door de Stichting Steun Remigranten (SSR) te Berkane. Ook de Belgische gemeente Sint-Gillis kent sinds eind 2007 een vorm van samenwerking met Berkane.

## Geboren in Berkane
- Abbas El Fassi (1940), minister-president
- Anis Birou (1962), staatssecretaris van toerisme
- Mohammed Chaouch (1966), voetballer
- Fouad Sidali (1966), Marokkaans-Nederlands journalist en politicus
- Aziz Bekkaoui (1969), Nederlands modeontwerper
- Fouzi Lekkja (1970), voorzitter van de Marokkaanse voetbalbond (FRMF)
- Hicham El Guerrouj (1974), middellangeafstandsloper
- Faouzi El Brazi (1977), voetballer
- Aziz Bouhaddouz (1987), voetballer
- Mohammed Hamdi  (1983),

Nederlandse sportsbestuurder